# Dave Shade
Dave Shade est un boxeur américain né le 1er mars 1902 à Vallejo, Californie, et mort le 23 juin 1983.

## Carrière
Passé professionnel en 1918, il se fait une première fois remarquer le 3 juin 1921 en faisant match nul contre Jack Britton, champion du monde des poids welters. Malgré deux revers consécutifs face à Mickey Walker, il récidive l'année suivante contre Britton et bat en 1925 à la surprise générale Jimmy Slattery en 3 rounds. Après une 3e défaite controversée face à Walker le 21 septembre 1925 (titre des poids welters en jeu), Shade poursuit sa carrière en poids moyens et bat notamment Ace Hudkins, Ben Jeby et Al Gainer sans toutefois parvenir à s'emparer du titre mondial.

## Distinction
- Dave Shade est membre de l'International Boxing Hall of Fame depuis 2011[2].